# Орографічна хмара

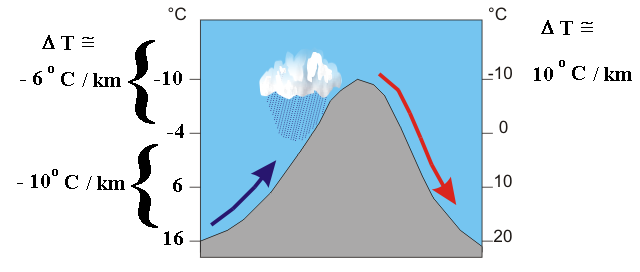
Схема утворення орографічних хмар на навітряних схилах гірських хребтів

3D-анімація утворення орографічних хмар

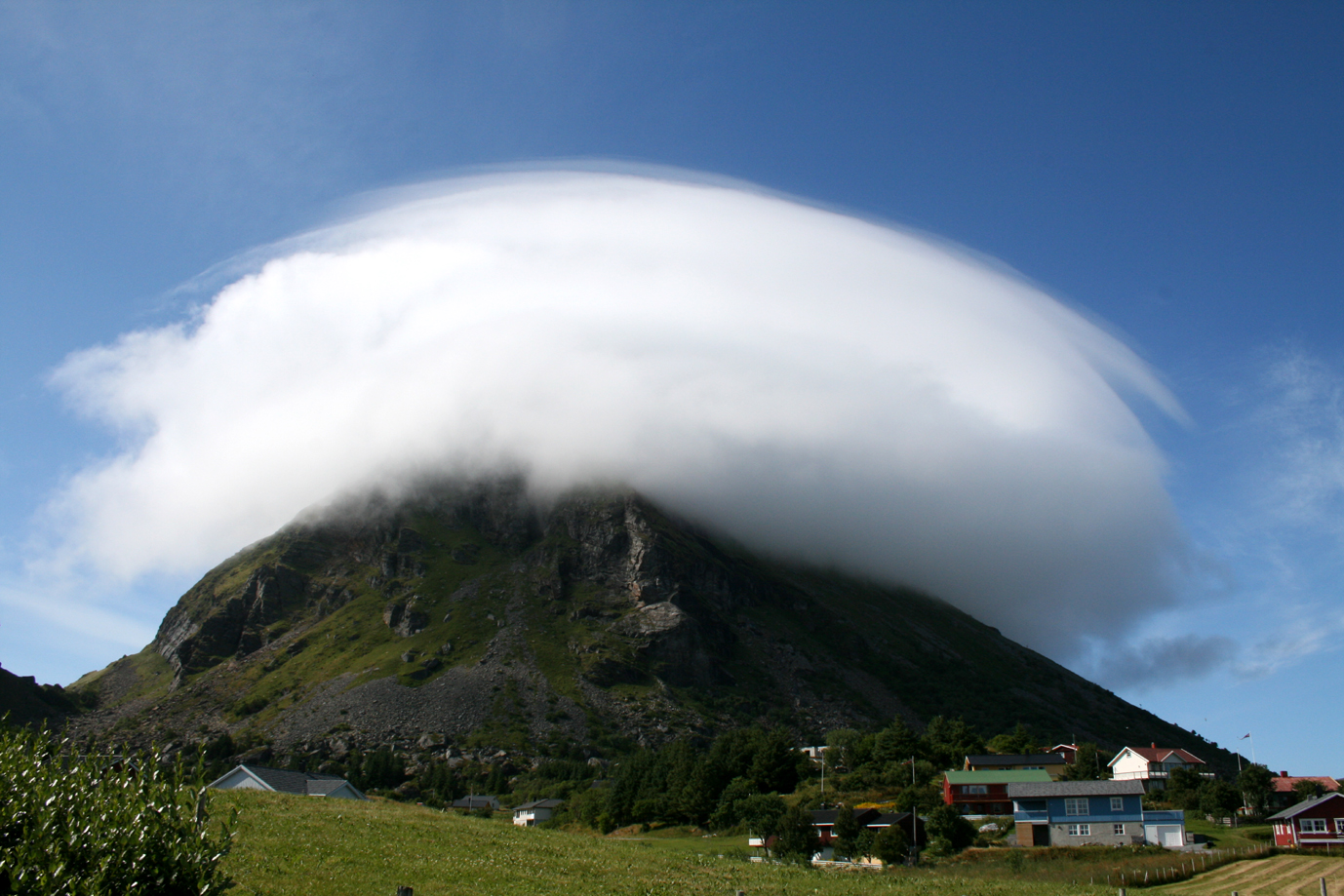
Орографічна хмара над Ловунном, Норвегія

Орографічні хмари — в широкому розумінні, усі хмари, що виникають при адіабатичному підйомі повітря і його перетіканні через гірський хребет. Утворюються на навітряних схилах. Якщо на гори набігає потужний потік вологого повітря, то утворення хмар відбувається головним чином на їх навітряних схилах. Хмари на початку приймають форму високо-шаруватих хмар, а потім розростаються вгору на великі висоти. Дальність видимості в хмарах (горизонтальна і похила) швидко змінюється.